# Kairiai
Kairiai is een plaats in het Litouwse district Šiauliai. De plaats telt 1158 inwoners (2001).